# Tropidosaura gularis
Tropidosaura gularis là một loài thằn lằn trong họ Lacertidae. Loài này được Hewitt mô tả khoa học đầu tiên năm 1927.

## Hình ảnh

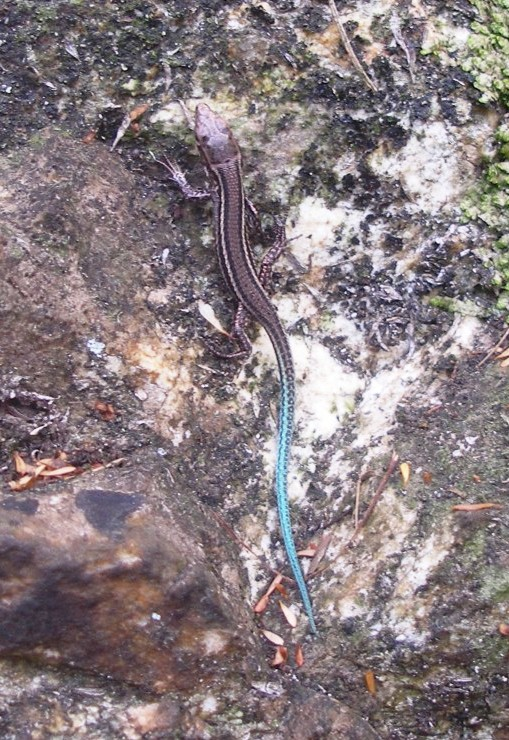
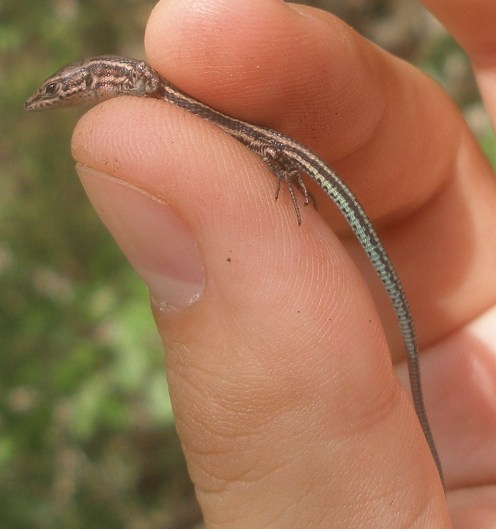